# Fluitneushoornvogel
De fluitneushoornvogel (Bycanistes fistulator) is een neushoornvogel die voorkomt in West-Afrika. Het is de kleinste uit het geslacht Bycanistes.

## Beschrijving
De fluitneushoornvogel is 50 cm lang, een zwart met witte neushoornvogel die een beetje lijkt op de bonte tok, maar de fluitneushoornvogel heeft een zwaardere snavel en is meer gedrongen. De vogel is zwart van boven en ook de kop, hals en borst zijn zwart. De stuit is wit en ook op de vleugels en de staart is wit en de hoeveelheid wit varieert per ondersoort en regio. Een opvallend kenmerk is het geluid. Het is een luidruchtige vogel die luide hinnikende geluiden voortbrengt en een doordringend fluitend piep-piep-piep.

## Verspreiding en leefgebied
De fluitneushoornvogel komt voor in voornamelijk West- en Midden- van Senegal tot Guinee-Bissau oostelijk tot de Centraal-Afrikaanse Republiek en zuidelijk tot in het noorden van het Kongogebied. Het leefgebied is goed ontwikkeld bos tot in savannegebieden. De vogel is afhankelijk van de aanwezigheid van hoge bomen.
De soort telt 3 ondersoorten:
- B. f. fistulator: van Senegal en Gambia tot westelijk Nigeria.
- B. f. sharpii: van zuidoostelijk Nigeria tot noordelijk Angola.
- B. f. duboisi: van de Centraal-Afrikaanse Republiek tot centraal en oostelijk Congo-Kinshasa en westelijk Oeganda.

## Status
De fluitneushoornvogel staat als "niet bedreigd" op de internationale rode lijst.